# Ранньошотландська рівнинна мова
Ранньошотландська рівнинна мо́ва або ранній скотс — була сформованою літературною мовою північної і центральної англомовної частини Шотландії в період до 1450 року. Північні форми середньоанглійської походять від нортумбрійського діалекту староанглійської. Протягом цього періоду, мова в джерелах називається «англійською» (Inglis, Ynglis та інші варіанти).

## Історія

Мови Шотландії у 15 столітті.
Ґельська мова
Середньоанглійська мова/Ранньошотландська рівнинна мова
Норн

Нортумбрійський діалект староанглійської був утворений на південному сході Шотландії, в долині річки Форт, в 7 столітті і значною мірою залишався там до 13 століття, тому в кінці 12 століття Адам Драйбург описав свою місцевість як «землі англійської мови в Королівстві шотландців», і тому на початку 13-го століття автор документу «De Situ Albanie» писав, що Ферт-оф-Форт ділить царства шотландців і англійців.
Політичні події 12 століття сприяли поширенню англійської мови. Створення Давидом Першим адміністративно-територіальних одиниць «бургів», в основному на півдні і сході Шотландії, сприяли появі нових мешканців в областях, в яких вони були створені. Новоприбулі бюргери були в основному англомовними (особливо вихідці з Нортумбрії та графства Хантінгдон), а також послугувались голландською та французькою мовами. Хоча військова аристократія використовувала французьку і ґельську, ці маленькі міські громади, вочевидь, використовували англійську мову як щось більше, ніж лінгва франка до кінця 13 століття. Причиною цьому також може бути те, що в районі на південь від Форту, в східній частині рівнинної Шотландії, англійська використовувалась ще з часів появи англів і саксів. Хоча населення з найбільших бургів складало лише сотні мешканців, відбулося радикальне суспільне зрушення в результаті чого багато ґелів стали вливатися в нову соціальну систему та її мову.
Зростаючий економічний вплив бургів сприяв подальшій англійській, фламандській та скандинавській імміграції. В міру зростання економіки бургів, ґельськомовним жителям з провінцій було вигідно вивчити англійську. Основу мови бургів складали слова германського походження, наприклад такі англійські терміни, як toft (садиба), croft(присадибна ділянка), ruid (землі бургу), guild (торгова асоціація), bow (вихід через арку), wynd (смуга) і raw (ряд будинків).
Багатомовність та культурне розмаїття все більше стає нормою після правління Давида Першого. В одній частині області могли проживати «French, English, Scots and Galloway-men» (французи, англійці, шотландці та галловейці). Занепад Данкельдської династії призвів до того, що трон передається трьом сім'ям англо-французького походження — Балліолам, Брюсам і Стюартам. Після смерті короля Роберта I, королі Шотландії (за винятком короля Роберта II) все частіше ідентифікують себе з англомовною частиною королівства. В результаті чого, під час правління короля Якова І, політичне оточення шотландського короля переїхало з області навколо Сконе та Перта в традиційно англомовну частину королівства — в низини біля Единбурга.
До 14 та 15 століттях, місцевий різновид англійської(Inglis) в результаті вищевказаних впливів замінив ґельську(Scottis) в більшій частині низовин, також зникла норманська французька, яку перестали використовувати як мову еліти. До цього часу можливо відбувся поділ мови на південний, північний та центральний діалекти. Шотландці також починають використовувати латину для запису текстів та літератури. У Кейтнессі, вона окрім ґельської контактувала з норном.

## Словник
Основу словника складали слова англо-саксонського походження, хоча багато розходжень в фонології, морфології і лексиці в північних і південних говорах середньоанглійської мови були простежені до мовного впливу вікінгів, які першими розграбували, а потім завоювали і заселили великі території саме в Нортумбрії, Лінкольнширі та Східній Англії. Шотландці також зберегли багато слів, що не збереглися на півдні. Природа зовнішніх запозичень, таких як латинізми (через церковну та правову латину) та галліцизми, була майже такою ж, як і в сучасній англійській мові, але часто відрізнялася в деталях через тривалий вплив Старого Союзу та використання латинізмів в літературі.

## Приклад тексту 1379 року
Till all þat þir lettres herys or seis Alysandre lyndessay lorde of glennesk knycht gretyng in god euer lestand Wete yhe me for me and myn ayres and assigneȝ at þe instance of a noble & mychty lorde Sir William Erle of Douglas & of Marr haue releissit quytclaymit & for euer mare remittyt till an honorable lady dame Mergarete contesse of Marr & to Elyȝabeth hir systir dachteris & ayres till an michty lorde Thomas stywarde som tyme Erle of Angous all my rycht clayme persuit chalenge or askyng þat I or myn ayres has or may haue or our assignes in tyme to come be ony ways to fourty markis worth of land in ye qwilkes ye foresaid Erle of Angous was obligit be his lettres to gyve me heritably eftir þat I had tane þe ordre of knycht sa þat nowthir I no myn ayres no our assigneȝ þe foresaid dame Mergarete Elyȝabeth hir systir þair ayres no þair assigneȝ by cause of þe foresaid fourty markis worth of land no for na maner of rerageȝ þare of may chalenge inquiete distourble or be cause foresaid aganis þaim qhestioun or plede in tyme to cum be ony maner of way bot fra all manere of rycht and colour lauch of askyng following owthir to possessioun or proprete to þe forsaid thingis be ws excludit & assoillit be þir lettres for euer mare And in case gif I or myn ayres or assigneȝ in þe contrare of þis lettre in tyme to come before ony Iuge sall attempt or moue I wil & granteȝ þat our folowing be nocht herd as thing of na valu no of strenthe but fraude or gyle In wytness here of to þis lettre I haue put my sele þe xij day of Marce þe yhere of grace m·iiic sevynty & nyne